# Кеча
Кеча (рум. Checea) је село и општина, која припада округу Тимиш у Републици Румунији. Насеље је значајно по присутној српској националној мањини у Румунији.

## Положај насеља
Село Кеча (по немачком Kecsa) се налази у источном, румунском Банату, на неколико километара удаљености од Србије. Од Темишвара село је удаљено око 30 km. Сеоски атар је у равничарском делу Баната, близу Бегеја.

## Историја
Место се помиње у угарским средњовековним документима 1470. године. Српски монаси из манастира Пећка патријаршија походили су село са православним становницима 1660. године. Пећки калуђери бележе приложнике: домаћин Стојан, кнез Продан, поп Исак и још неколико њих. Кеча је било велико место, а у њему су 1767. године четири свештеника. Године 1764. Кеча је православна парохија у Темишварском протопрезвирату. Царски ревизор Ерлер је 1774. године забележио да коморско село Кеча у Барачком округу, мешаног српско-румунског становништва.
Према "Румунској енциклопедији", ту је 1717. године пописано 8 домова. Место (Румунска Кеча) је 1738. године поново основано и имало је мешовити - српско-румунски карактер. Када је 1772. године грађена православна црква, сукобили су се Срби и Румуни. Ту је 1802. године (на периферији постојећег насеља) основано ново - имање (насеље Хрватска Кеча) имао загребачки Каптол. Два села ће бити одвојена читав век. Године 1919. нова државна граница између Југославије и Румуније је раздвојила насеља; Хрватска Кеча је припала Југославији, и ту је остала до размене територија 1924. године; тада је враћена Румунији.
По државном шематизму православног клира у Угарској 1846. године у Кечи живи 2716 становника. Парохија је основана и све црквене матичне књиге се воде од 1779. године. Храм је посвећен св. Димитрију, а пароси су Вићентије Јовановић и Арсеније Поповић. Кеча је 1863. године било место у Хацфелдском срезу. Крајем 19. века постојале су две црквене општине Кече - Српска и Румунска. Српска Кеча је била крајем 1891. године у саставу Великобечкеречког протопрезвирата, и има 512 становника. Констатовано је 1900. године да је црквена подела у једном мешовитом месту као што је Кеча, добро обављена.
По подацима из 1905. Румунска Кеча је велика општина, у Ченејском срезу. Ту живи 2656 становника у 530 домова. Срба има мало, њих 526 православних душа (или 20%) са 109 кућа. Од српских јавних здања ту су православна црква и народна школа. Село има комплетну ПТТ комуникацију и жељезничку станицу.
Године 1924. место Кеча је уступљено дефинитивно Краљевини Румунији, по споразуму између две државе.

## Историја Срба у месту
Срби су се прво населили у Кечи пре Мохачке битке. Било је друго насељавање под деспотом Бранковићем, када су му дати царски патенти од 7. јула 1683. године и 20. септембра 1688. године. Због српског становништва (према писаном сведочењу стараца и оближње Кларије) место се дуго звало "Рац-Кеча".
Православна црква је 1859. године била дотрајала, и тада је поред ње изграђена нова велика посвећена празнику Силаска св. Духа. На иконостасу старе цркве писало је (оштећен намерно део текста) о ктиторима храма: "За здравље...супруге Санде и синова Николе и Јанка". За градњу нове цркве скупљено је 7118 ф. капитала, и то је било добијено пре свега од Срба верника. Тако су Срби, Тома Арађанин, Јоца Павлов, Лаза Радивој и Арсен Поповић дали за зидање нове цркве 2000 ф. Године 1862. оставила је Српкиња, Александра Микшић за исту намену 100 ф. а Никола Поповић - 75 ф. Исти је за цркву позајмио 400 ф. али без камате, што је додатни дар од 80 ф. Поповић је поклонио и 40 хвати славе који су вредели 200 ф. Грађанин Стеван Микшић поклонио је за градњу 500 ф. Када је реч о опремању, поменути Арађанин и Арсен Поповић су ктиторисали оковано јеванђеље, а Поповић је и "ћивот" за цркву купио.
Године 1827. помиње се у Темишвару Георгије от Делиманић "велики судија и спахија Кечејски".
Јеромонах Вићентије Јовановић еклисијарх манастира Партош, био је пре замонашења 1774. године парох у Кечи, и говорио само "влашки" тј. румунски језик. Године 1797. у месту су два свештеника који говоре српским и румунским језиком. Били су то пароси, поп Николаје Поповић (рукоп. 1780) и поп Николаје Петровић (1791). Парох поп Јован Крениковић умро је 1831. године. Претплатници српске књиге 1845. године били су месни пароси Викентије Јовановић и Арсеније Поповић. Свештеници у Кечи 1868. године су били Ђорђе Павловић и Јован Поповић. Набавили су као претплатници по књигу "Расправе Угарског сабора 1868. године о законском предлогу у ствари источно-православне цркве".

### Деоба са Румунима
Расправна комисија је марта 1866. године радила у Кечи. На њеном челу је био комесар Вучетић вел. судија из Жомбоља, а српску страну су заступали у њој, бездински архимандрит Теофан Живковић и бечкеречки прота Данило Стајић. Радило се тако што су се домаћини кућа јавно изјашњавали шта су по националности, на основу чега су пребројани припадници Срба и Румуна. Избројано је у Кечи 2000 Румуна и 500 Срба. Румуни су сви одреда били за црквено одвајање од Срба, у своју нову дијецезу. Пошто их је било 4/5 они су нудили да Србима заузврат исплате 1/5 процењене имовине, а они све постојеће да задрже. Срби нису на то пристајали јер подела по броју глава није правична, јер су Срби градили и цркву опремали - па се требало узети у обзир - да им се призна колико су приложили. Српска страна је нудила доказе који сведоче да је кечанска црква већим делом српска задужбина. Приложили су сачуване старе "синђелије" српском свештенству у Кечи и 1763, 1780. и 1795. године. Стара црква у рушевинама као и нова поред подигнута, биле су у "српском крају" села, где нема Румунских кућа. Такође је на сребрном путиру угравиран српски натпис: "дар Марка Поповића 1779, 26. новембра". Поповић је и црквено звоно даровао, али оно је после оштећења било преливено. Навођени су бројни рачуни и писани докази у вези градње нове цркве и њеног опремања. То су били јачи аргументи, од просте већине народне. Пристали су Срби, иако је земља парохијска била њихова "предачка", да поред њих и Румуни једну парохијску сесију. Румуни су међутим све у начелу негирали, и по њима "све је то било румунско". Остало је да виша власт донесе решење о кечанској подели.
Парохијско звање је после одвајања Румуна поново организована 1872. године, од кад се воде и матрикуле. Парохијска филијала је била Хрватска Кеча, са 15 Срба православних који немају домове, јер су слуге (1905). То је 1902. године била сиромашна парохија шесте класе. Срби су за време пароха Јована Поповића и председника црквене општине Марка Арађана опремали привремену богомољу до градње нове. Њих 400 сиромашних душа кренуло је из почетка. Објавили су преко новина децембра 1883. године захвалност за примљене поклоне намењене храму. Тако је српска црквена општина у Српској Кларији дала: одежду, путир, 12 целивајућих икона и петохлебницу. Грађанин бечкеречки Лаза Пира трговац поклонио је три престолна чирака од кинеског сребра. А кикиндска општина је упутила са своје стране, три врло скупоцене одежде.
После одвајања Румуна од Срба, постојећа црква је остала Румунима, а Срби су добили обештећење за градњу своје. Нова српска православна црква сада Св. Георгија, почела је да се гради по обезбеђеном пројекту, након лицитације "на мањак" у априла 1895. године. Предрачунски износ нове цркве у "Српској Кечи" износио је 8300 ф. А четири месеца касније лицитирани су и радови на украшавању нове богомоље: за нови темпло, припадајуће иконе и позлаћивање. Иконостас рад Сергија Којића рођеног Кечанина (из Кикинде), као и сам храм, били су скромни у сваком погледу. Храм је завршен 1895. године. У месту је почетком 20. века српска православна црквена општина, скупштина је редовна, под председништвом Таце Мићиног. Православна парохија је најниже шесте платежне класе, има парохијски дом и парохијску сесију од 32 кј. земље. Црквено-општински посед је износио 32 кј, а постојала су два српска православна гробља. Свештеник привремени у Српској Кечи је био 1904. године свршени богослов Боривој Грбић, родом из Старог Бечеја, а после наређеног избора 1906. године, изабран је он и потврђен за сталног 1907. године.
Године 1905. никла је нова Српска земљорадничка задруга, са неограниченом одговорношћу у Кечи. Њен капитал је износио 1159 к, а водили су је: председник Боривој Грбић и пословођа Јовица Мићин.
Године 1846. у Кечи је пописано 48 ђака којима предаје учитељ Димитрије Поповић. Ђорђе Гатајанц је 1868. привремени учитељ у месту, треба да положи учитељски испит у Сомбору. По једном допису "Школском листу" 1869. године каже се да у Кечи има 114 српске деце за школу, али да ту нема српске школе, а што је проблем. Учитељ у Кечи, Стојан Арађанин био је 1874. године претплатник шаљивог Змајевог листа "Стармали". Године 1883. кечански учитељ је био Тимотеј Добрин. Иса Амиџић је био учитељ и перовођа српске црквене општине Кече 1894-1895. године. Године 1905. председник Школског одбора је Андрија Арађан, школски управитељ поп Бора Грбић, а школски старатељ Стева Нинков. Српска школа има једно здање подигнуто 1905. године, а учитељ Душан Грујић родом из Башаида, стално намештен. Тада на редовну наставу иде 47 ђака, а у пофторну 10 ученика старијег узраста. Један у низу учитеља који су се смењивали у Кнезу био је 1907. године Стојан Јанковић.

## Становништво
Попис из 1847. године показује да то место има 1000 Срба православаца.По митрополијском попису из 1865. године у Кечи има 2777 православних становника. Међу њима већину чине Румуни њих 1777, док Срба има и даље има округло 1000 душа. По последњем попису из 2002. године село Кеча имало је 1.931 становника. Последњих деценија број становништва опада.
Село је одувек било вишенародно, али су Срби и друге мањине у селу данас осетно малобројнији после више колонизација румунског и ромског становништва. Национални састав на појединим пописима био је следећи:
| Година пописа | 1910. год.    | 1992. год.    | 2002. год.    |
| Укупно ст.    | 2.478         | 1.812         | 1.931         |
| Срби          | 624 (25,2%)   | 77 (4,2%)     | 55 (2,8%)     |
| Румуни        | 1.376 (55,5%) | 1.060 (58,5%) | 1.131 (58,6%) |
| Роми          | 162 (6,5%)    | 377 (20,8%)   | 539 (27,9%)   |
| остали        | 316 (12,8%)   | 298 (16,4%)   | 206 (10,7%)   |

## Занимљивости
1982. године у Кечи је снимана серија "Поп Ћира и поп Спира", у продукцији Радиотелевизије Нови Сад.